# Harald Wiedenhofer

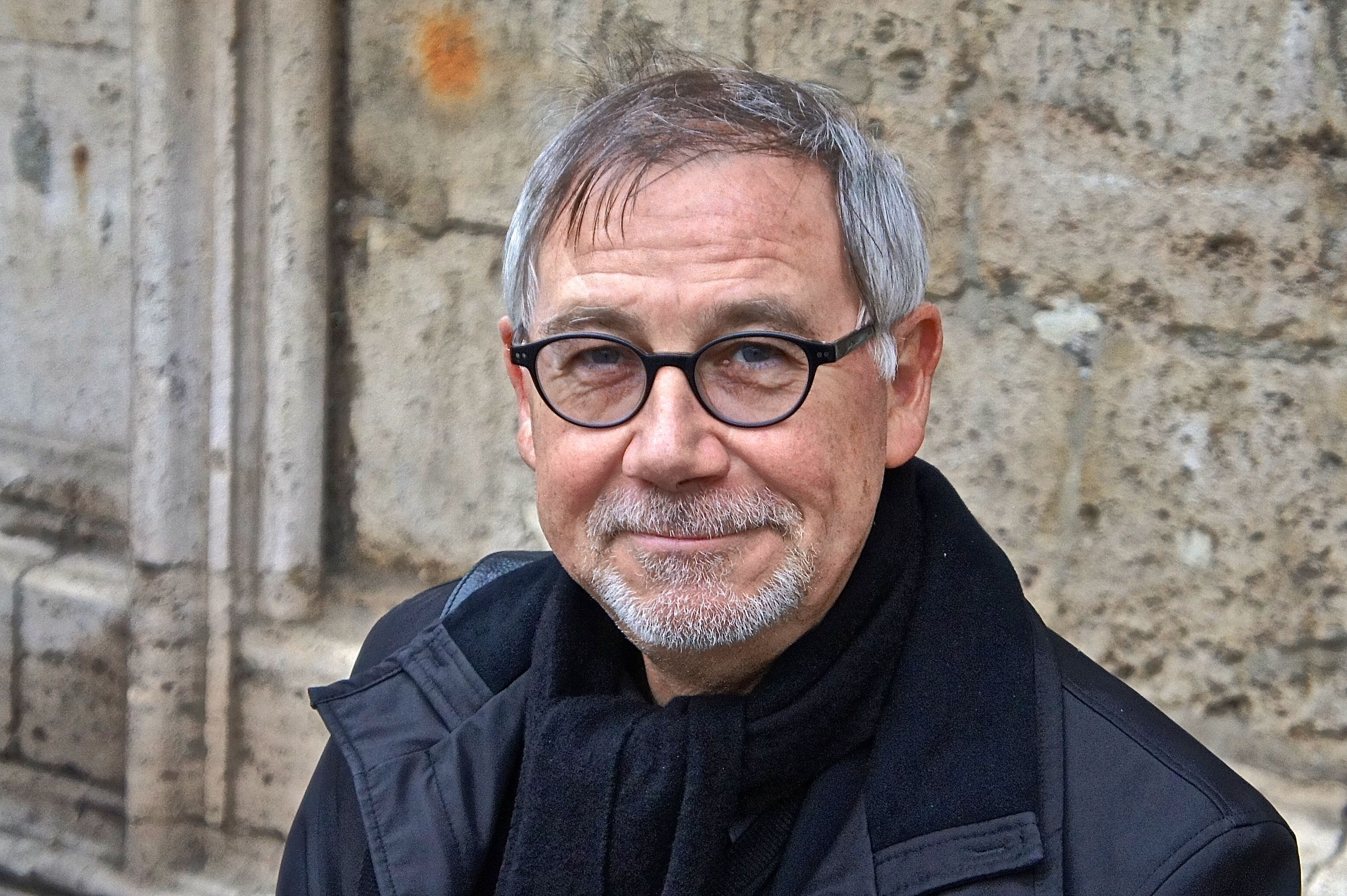
Harald Wiedenhofer

Harald Wiedenhofer (* 2. November 1950 in Knittelfeld, Steiermark) ist ein deutscher Sozialwissenschaftler und Gewerkschafter. Von 1993 bis 2019 war er Generalsekretär der Europäischen Föderation der Gewerkschaften im Landwirtschafts-, Lebensmittel- und Tourismussektor (EFFAT) in Brüssel. EFFAT hat in 37 europäischen Ländern 120 nationale Mitgliedsorganisationen in Branchen mit 25 Mio. Beschäftigten.

## Leben und beruflicher Werdegang
Harald Wiedenhofer wurde in der Steiermark, Österreich, geboren. Sein Vater war Realschullehrer, seine Mutter Bankangestellte. 1954 übersiedelte die Familie nach Itzehoe in Schleswig-Holstein. Nach der Volksschule und dem Gymnasium studierte er bis 1975 an der Universität Hamburg Pädagogik, Philosophie und Psychologie mit dem Abschluss Diplom-Psychologe. Während des Studiums arbeitete er als Lehrer für Sozialkunde an einer Hamburger Berufsschule.
Er war Vorsitzender des Fachschaftsrates Psychologie der Universität Hamburg und Mitglied von Studienreformkommissionen und Berufungsausschüssen. Zwischen 1972 und 1973 war er Präsident des Hamburger Studentenparlaments. Als Studentenvertreter setzte er sich für eine stärkere Zusammenarbeit der Hochschulen mit den Gewerkschaften ein. Seine Diplomarbeit zum Thema „Untersuchung der Einstellungen Hamburger Mitglieder der IG Chemie Papier Keramik zur gewerkschaftlichen Interessenvertretung“ erfolgte 1975 in Zusammenarbeit und mit Unterstützung des DGB-Kreisvorstandes Hamburg.
Im Juni 1975 begann er als wissenschaftlicher Mitarbeiter in der Abteilung Arbeitskräfteforschung der Friedrich-Ebert-Stiftung in Bonn. Dort veröffentlichte er nach einer Feldstudie für die Gewerkschaft Gewerkschaft Nahrung-Genuss-Gaststätten (NGG) eine Arbeit über „Probleme gewerkschaftlicher Interessenvertretung“.
Gemeinsam mit Werner Fricke führte er Projekte zur Humanisierung der Arbeitswelt (HdA) durch, die damals vom Bundesministerium für Forschung und Technologie unter Minister Hans Matthöfer, gefördert wurden, um insbesondere einen umfassenden Katalog „gesicherter arbeitswissenschaftlicher Erkenntnisse“ für die Arbeitswelt (so §§ 90 und 91 des Betriebsverfassungsgesetzes von 1972, Betr.VG 72) zu erstellen.
Für Betriebsräte der Industriegewerkschaft Metall schrieb er 1980 eine Handlungsanleitung zur „Beteiligung des Betriebsrates bei betrieblichen Humanisierungsvorhaben“. Als Mitglied in einem interdisziplinären Forschungsteam der Friedrich-Ebert-Stiftung arbeitete er ebenfalls 1980 im Rahmen eines Aktionsforschungsprojektes bei der Peiner AG (heute Salzgitter AG) an der Entwicklung eines Beteiligungsverfahrens mit, das in der Sozial- und Arbeitswissenschaft auch unter dem Stichwort Mitbestimmung am Arbeitsplatz diskutiert wurde. Im Rahmen dieses Projektes konzentrierte er sich auf Probleme der Beteiligung und Qualifizierung des mittleren Managements.
Im gleichen Jahr wechselte er als Leiter der Referate Grundsatzfragen, Mitbestimmung und Ausländische Arbeitnehmer in die Hauptverwaltung der Gewerkschaft Nahrung-Genuss-Gaststätten nach Hamburg. Dort war er u. a. für die Einrichtung sowie rechtliche und betriebswirtschaftliche Betreuung von Aufsichtsräten in der Lebensmittelindustrie nach dem Mitbestimmungsgesetz 1976 verantwortlich. Er war Mitglied im Aufsichtsrat bei der Herta AG in Herten, einer Tochter des Schweizer Nahrungsmittelkonzerns Nestlé.
Als Vorstandssekretär der NGG war er ab 1987 auch für die deutsch-deutschen Beziehungen und damit für die Kontakte der Gewerkschaft NGG zur „Gewerkschaft Handel, Nahrung, Genuss“ in der DDR verantwortlich. Nach dem Fall der Mauer am 9. November 1989 übersiedelte Wiedenhofer im Auftrag der NGG nach Ostberlin, um den Aufbau der ersten unabhängigen Gewerkschaft für den Lebensmittel-, Genuss- und Gastgewerbesektor in der DDR vorzubereiten. Am 24. Juni 1990 wurde die NGG-DDR auf einem Kongress in Bernau gegründet. Harald Wiedenhofer wurde zum 2. Vorsitzenden der Gewerkschaft gewählt und war für die Bereiche Personal, Organisation und Mitbestimmung verantwortlich.
Anfang der 90er Jahre verließ Wiedenhofer die NGG und wurde Personalleiter in einem Unternehmen der Genussmittelindustrie.
1993 wurde er zum Generalsekretär der Europäischen Föderation der Gewerkschaften im Landwirtschafts-, Lebensmittel- und Tourismussektor gewählt (heute EFFAT). Als überzeugter Anhänger eines gemeinsamen Europas nach den Erfahrungen von zwei Weltkriegen im 20. Jahrhundert wollte er seinen Beitrag zur weiteren europäischen Zusammenarbeit und Integration leisten. Angesichts zweier sozialpolitischer Innovationen der EU in den 90er Jahren – wie der Einrichtung von branchenspezifischen Sozialdialogen zwischen Gewerkschaften und Arbeitgebern auf europäischer Ebene sowie der Einrichtung Europäischer Betriebsräte – wollte er insbesondere den Aufbau nachhaltiger Strukturen des sozialen Dialogs mit Arbeitgeberverbänden und transnationalen Unternehmen auf europäischer Ebene unterstützen. Deshalb gehörten zu den Schwerpunkten seiner Arbeit:
1. Die Einrichtung und Betreuung des europäischen Sozialdialogs zwischen Gewerkschaften und Arbeitgebern im Landwirtschafts-, Lebensmittel- und Tourismussektor nach Artikel 154 und 155 des  Vertrages über die Arbeitsweise der europäischen Union (AEUV);
2. die Einrichtung  Europäischer Betriebsräte (EBR) nach dem Europäischen Betriebsräte-Gesetz (EBRG) vom 28. Oktober 1996 in Unternehmen wie Nestlé, Unilever, Coca Cola oder Ferrero. Wiedenhofer war als Gewerkschaftsvertreter und Berater Mitglied zahlreicher EBRs und setzte sich in dieser Funktion für eine sozial verantwortliche Unternehmenspolitik ein – so z. B. für die Bekämpfung der Kinderarbeit in der globalen Kakaoproduktion;
3. die Entwicklung des Landwirtschafts-,  Lebensmittel- und Tourismussektors durch die Förderung einer sozial und ökologisch nachhaltigen Industriepolitik;
4. die Förderung und Unterstützung der gewerkschaftlichen Entwicklungen und Sozialdialoge zwischen Arbeitgebern und Gewerkschaften in Mittel-, Ost- und Südosteuropa.

Harald Wiedenhofer war von 1993 bis 2019 Mitglied des Exekutivausschusses des Europäischen Gewerkschaftsbundes (EGB) in Brüssel und Sachverständiger verschiedener vom EU-Ministerrat eingesetzter Expertengruppen (High Level Groups) – so der High Level Group on Tourism and Employment (1998), der High-Level Group on the Competitiveness of the Agro-Food Industry (2009) sowie dem High Level Forum for a better Functioning of the Food Supply Chain (2019).
Eine der Herausforderungen seiner europäischen Arbeit waren auch die katastrophalen Arbeitsbedingungen und Niedriglöhne in der deutschen Fleischindustrie.

## Schriften (Auswahl)
- Untersuchung der Einstellungen Hamburger Mitglieder der IG Chemie, Papier, Keramik zur gewerkschaftlichen Interessenvertretung. (1975)
- Probleme gewerkschaftlicher Interessenvertretung – Das Beispiel der Gewerkschaft Nahrung, Genuss, Gaststätten. Bonn 1979, ISBN 3-87831-278-4
- Schriftenreihe der IG Metall 84, Beteiligung des Betriebsrates bei betrieblichen Humanisierungsvorhaben. Frankfurt 1980
- Beteiligung im Industriebetrieb. Probleme des mittleren Managements. Frankfurt/New York 1985 (zusammen mit Werner Fricke), ISBN 3-593-32735-X
- Probleme gewerkschaftlicher Betriebspolitik. In: Soziale Welt, Zeitschrift für sozialwissenschaftliche Forschung und Praxis, Jg. 29, 1978, Heft 4
- Auf dem Weg zu einer stärkeren Integration von gewerkschaftlicher Tarif- und Betriebspolitik. In: Gewerkschaftliche Monatshefte Heft 11, 1979
- Arbeitsgestaltungspolitik – ein neues Element gewerkschaftlicher Strategie? In: Sozialer Wandel in Westeuropa (Hg. Joachim Matthes), Verhandlungen des 19. Deutschen Soziologentages Berlin 1979, ISBN 3-593-32620-5
- Fragen der Zusammenarbeit von Betriebspsychologen, Betriebsräten und Beschäftigten im Rahmen von Humanisierungsmassnahmen. 19. Congress of the International Association of Applied Psychology 1978 München